# دم جوینتز
دواین آلن آبرناتی جی‌آر. (انگلیسی: Dwayne Allen Abernathy Jr.؛ زادهٔ ۱۷ ژوئیه ۱۹۷۶) که به‌طور حرفه‌ای با نام دم جوینتز (انگلیسی: Dem Jointz) شناخته می‌شود، تهیه‌کننده موسیقی و ترانه‌پرداز اهل ایالات متحده آمریکا است. او اعتبار تهیه‌کنندگی برای آثار هنرمندانی همچون کانیه وست، ریانا، اندرسون. پاک، ان‌سی‌تی، اسپا و هنرمندان دیگر داشته است. او در سال ۲۰۱۵ به عنوان استعداد درون سازمانی برای دکتر دره هنرمند افترمث انترتینمنت فعالیت کرد و در طی آن چهار ترانه در سومین آلبوم دره به نام کامپتن (۲۰۱۵) تولید کرد. در همان سال او چندین ترانه برای آلبوم شکست‌ناپذیر (۲۰۱۵) از جنت جکسون تولید کرد که این آلبوم در جایگاه شماره یک جدول بیلبورد ۲۰۰ قرار گرفت.

## زندگی شخصی
دم جوینتز در ۶ نوامبر ۲۰۲۱ در اینستاگرام خود اعلام کرد که با پارتنر خود، استالونه، برندهٔ جایزه وکالیست گرمی، نامزد کرده است.